# Суслово (Башкортостан)
Суслово (баш. Суслов) — село в Бирском районе Республики Башкортостан Российской Федерации. Центр Сусловского сельсовета.

## География

### Географическое положение
Расстояние до:
- районного центра (Бирск): 12 км,
- ближайшей ж/д станции (Уфа): 123 км.

## Население
| 2002 | 2009 | 2010 |
| ---- | ---- | ---- |
| 556  | ↗625 | ↗647 |

Согласно переписи 2002 года, преобладающая национальность — русские (54 %).

## Религия
Ведётся строительство православного храма.